# Савин, Александр Михайлович
Александр Михайлович Савин (20 октября 1984, Боровичи, Новгородская область, СССР) — российский футболист, нападающий.

## Карьера
Первый профессиональный клуб — «Волочанин-Ратмир» Вышний Волочёк, за который выступал во втором дивизионе в 2001—2006 годах. В 2007 году провёл пять матчей за ставший в том сезоне чемпионом Казахстана клуб «Актобе», следующий сезон провёл в «Астане». В 2009 году вернулся в Россию, где играл за «Волочанин-Ратмир» (2009, 2011), «Ротор» Волгоград (2010), «Волгу» Тверь (2012—2013).
21 июня 2013 года подписал контракт с клубом «Тосно». Забив в сезоне 12 мячей, стал лучшим бомбардиром команды в сезоне ПФЛ 2013/2014 и вошёл в число топ-5 бомбардиров группы «Запад». 2 июля 2014 перешёл в «Динамо» Санкт-Петербург, но уже через два месяца, 27 августа, расторг контракт. В сезоне 2014/2015 играл в клубе Сочи, выступавшем в зоне «Юг». С 2016 по 2017 играет в эстонском клубе Калев. С 2017 по 2018 год в крымском Рубине.
С 2018 года — в любительских клубах Санкт-Петербурга: «ЛАЗ» (2018) и Динамо (2019). С каждым из них завоёвывал серебряные медали города. Летом 2020 года покинул динамовцев. Осенью 2020 года числился как игрок петербургского любительского клуба «Ядро», однако не сыграл ни одного матча и был отзаявлен.
С 1 мая 2021 года выступает за клуб «Приозерск» в чемпионате Ленинградской области.

## Достижения
- Чемпион Казахстана (1) 2007
- Победитель Второго дивизиона (1): 2013/2014
- Обладатель Кубка МРО «Северо-Запад» (1): 2019
- Серебряный призёр Чемпионата Санкт-Петербурга (2): 2018, 2019
- Обладатель Кубка Санкт-Петербурга (1): 2019
- Победитель Чемпионата Ленинградской области (3) 2021,2022,2023
- Обладатель Кубка Ленинградской области (2) 2021,2024
- Обладатель Суперкубка Ленинградской области (3) 2022,2023,2024
- Обладатель Кубка Регионов зона Северо-Запад (1) 2024